# Muscle subscapulaire
 (novembre 2022).
Si vous disposez d'ouvrages ou d'articles de référence ou si vous connaissez des sites web de qualité traitant du thème abordé ici, merci de compléter l'article en donnant les références utiles à sa vérifiabilité et en les liant à la section « Notes et références ».
Le muscle subscapulaire (ou muscle sous-scapulaire) est un muscle pair postérieur de l'épaule. Avec les muscles infra-épineux, supra-épineux et petit rond, il compose la coiffe des rotateurs.

## Structure
Le muscle subscapulaire est un muscle triangulaire à base médiale et à sommet latéral.

## Origine
Le muscle subscapulaire nait de la face antérieure de la scapula dans toute l'étendue de la fosse subscapulaire.
L'insertion s'arrête en haut et en dehors, suivant une ligne tendue du tubercule infraglénoïdal à l'incisure scapulaire.

## Trajet
Le muscle subscapulaire est oblique en haut, en avant, et en dehors.
Ses fibres supérieures sont horizontales et ses fibres inférieures obliques en haut et en dehors

## Insertion
Le muscle subscapulaire se termine par un tendon sur le versant supérieur du petit tubercule de l'humérus.
Le tendon est séparé de la capsule de l'articulation gléno-humérale par la bourse subtendineuse du muscle subscapulaire.

## Innervation
Le muscle subscapulaire est innervé par le nerf subscapulaire supérieur et le nerf subscapulaire inférieur issus du faisceau postérieur du plexus brachial (Racines C5, C6).

## Vascularisation
Le muscle subscapulaire est vascularisé par l'artère subscapulaire.

## Action

Action du muscle subscapulaire (à droite) et des muscles petit rond et infra épineux (à gauche)

Le muscle subscapulaire est adducteur du bras et rotateur interne (médial) de l'épaule.
Il abaisse la tête humérale à partir de 35° d'abduction.

## Galerie

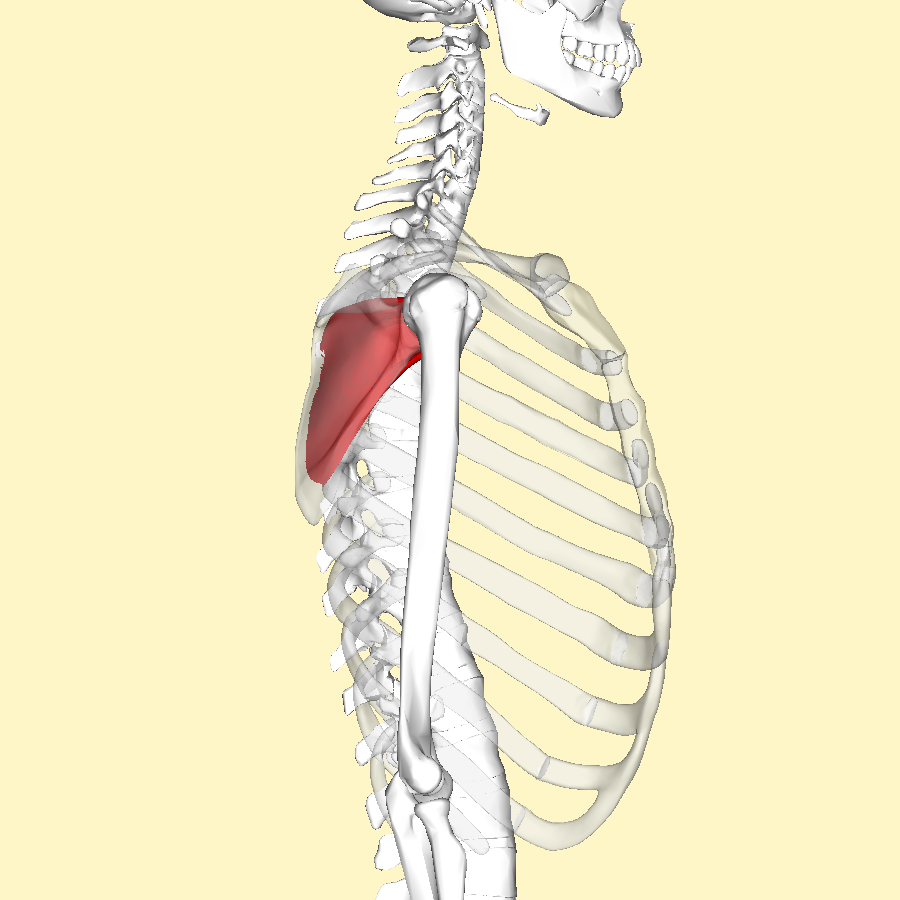
Vue latérale.
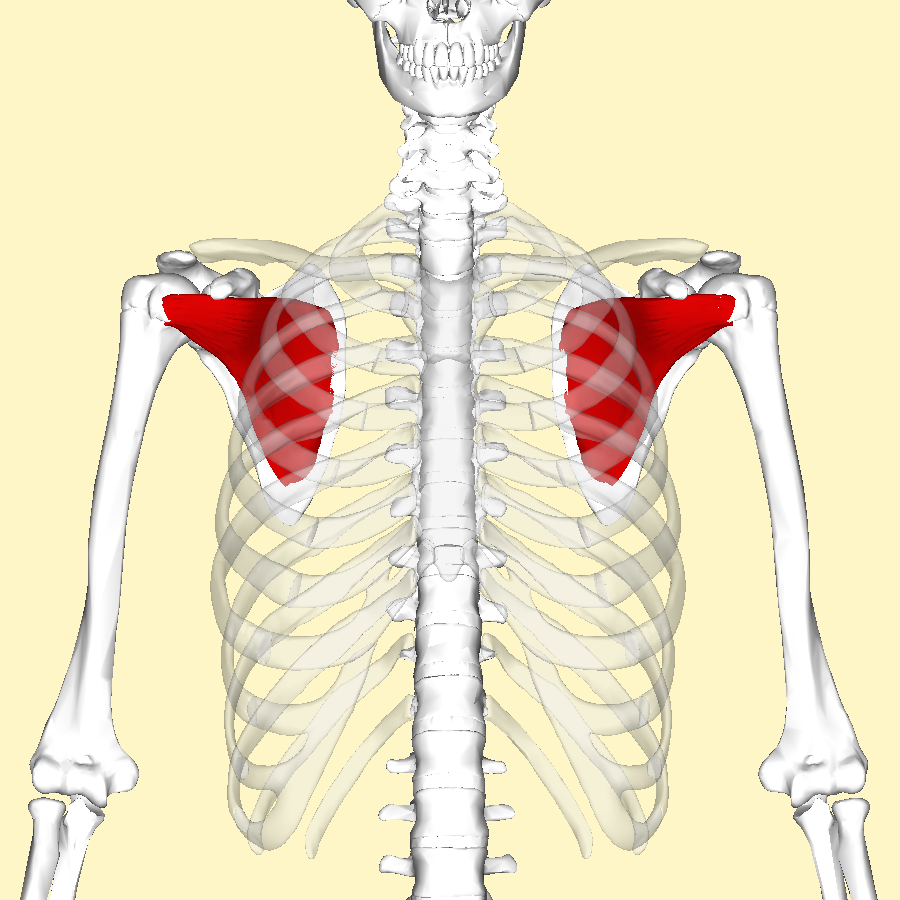
Vue antérieure
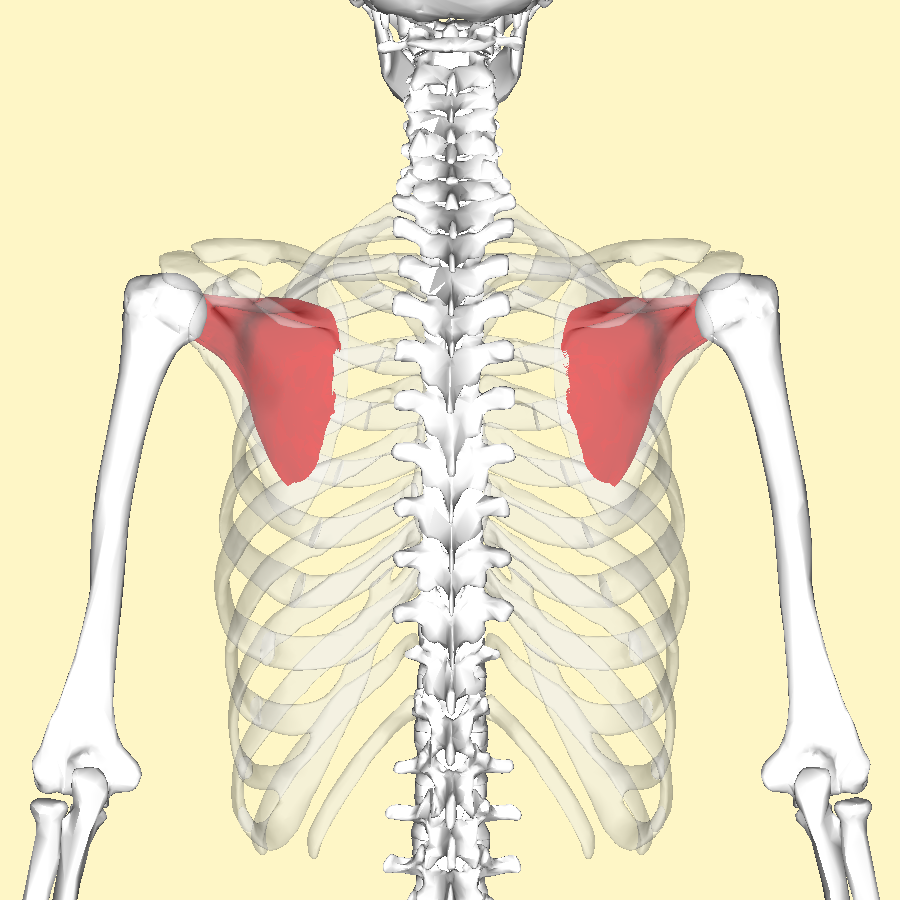
Vue postérieure
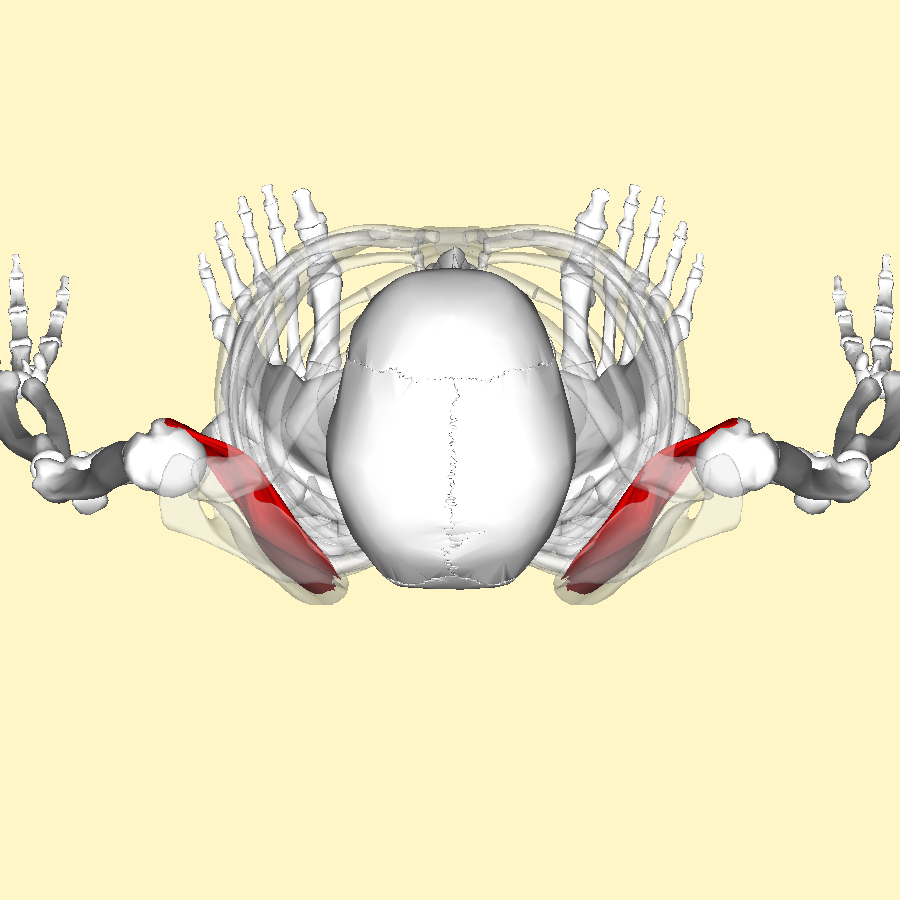
Vue supérieure
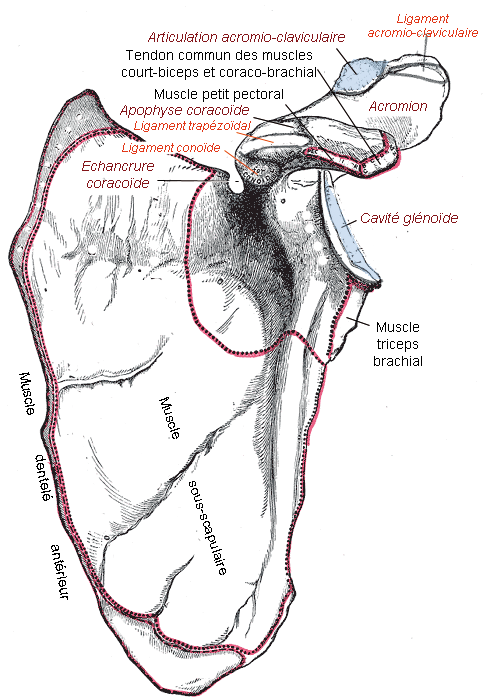
Origine scapulaire du muscle subscapulaire
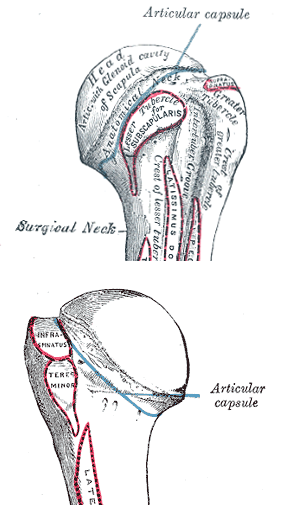
Insertion humérale du muscle subscapulaire